# Homotherium
Homotherium Fabrini, 1890 è un genere estinto di felidi dai denti a scimitarra appartenente alla sottofamiglia Machairodontinae, vissuto in Nord America, Eurasia e Africa (e forse anche in Sud America) durante il Pliocene e il Pleistocene. Questo genere è sopravvissuto circa dai 4 milioni ai 12000 anni fa, fino alla fine dell'ultima era glaciale (glaciazione di Wisconsin). Homotherium rappresenta uno dei membri più recenti della sua sottofamiglia, insieme al più celebre Smilodon, con il quale era solo lontanamente imparentato. Era un grande felino, di dimensioni paragonabili a quelle di un leone, e fungeva da superpredatore negli ecosistemi in cui viveva. A differenza di Smilodon, i canini di Homotherium erano più corti, una caratteristica da cui deriva uno dei suoi nomi comuni, «felino dai denti a scimitarra». Questa morfologia suggerisce un'ecologia diversa, in quanto Homotherium era probabilmente più adatto all'inseguimento di grandi prede in ambienti aperti. Inoltre, vi è la possibilità che alcune specie di questo genere cacciassero in gruppo, rafforzando il loro ruolo di predatori apicali.

## Specie e distribuzione

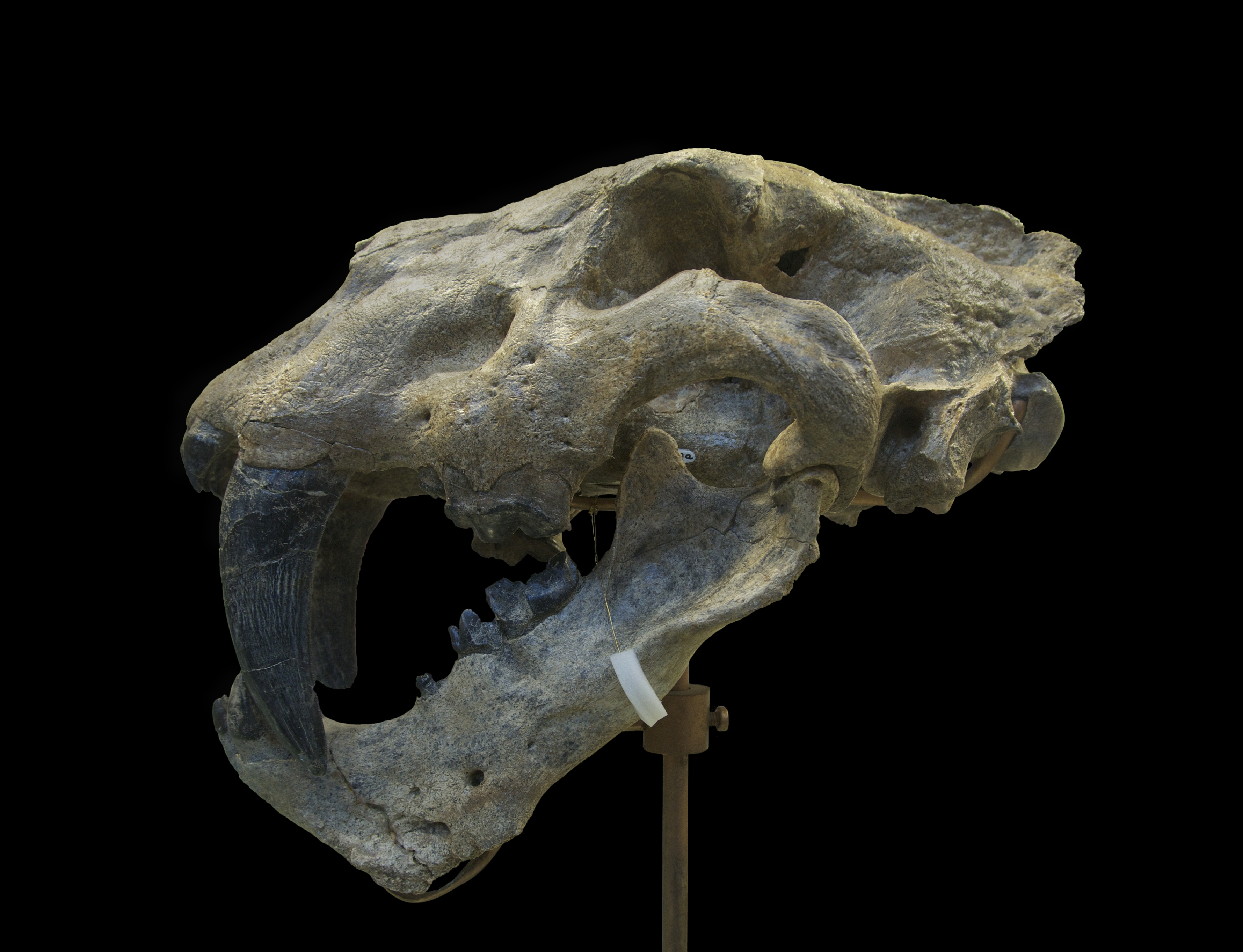
Cranio di H. crenatidens al Museo nazionale di storia naturale, Parigi

Si stima che la linea evolutiva di Homotherium, sulla base delle sequenze di DNA mitocondriale, si sia separata da quella di Smilodon circa 18 milioni di anni fa. È stato ipotizzato che Homotherium abbia avuto origine da specie africane del genere Amphimachairodus. Homotherium compare per la prima volta nel record fossile durante il Pliocene inferiore, circa 4 milioni di anni fa. I resti più antichi del genere provengono dalle Catacombe di Odessa, in Ucraina, e da Koobi Fora, in Kenya, entrambi datati a un'età simile. Questa doppia provenienza rende incerta la posizione esatta di origine del genere. Durante il Pliocene superiore (circa 3,6-2,6 milioni di anni fa), il genere raggiunse il Nord America. Resti attribuiti a Homotherium o Xenosmilus sono stati rinvenuti in Venezuela, nel Nord del Sud America, risalenti al Pleistocene inferiore o medio, sebbene l'età esatta sia incerta. Nel continente africano, il genere si estinse circa 1,5 milioni di anni fa, durante il Pleistocene inferiore. In Europa, le ultime tracce di Homotherium risalgono al tardo Pleistocene medio, circa 300000-200000 anni fa, con un'eccezione: un osso mandibolare recuperato dal Mare del Nord, datato a circa 28000-30000 anni fa. Il genoma mitocondriale di quest'ultimo esemplare risulta quasi identico a quello degli individui nordamericani, suggerendo che si tratti di una dispersione tardiva dal Nord America piuttosto che di una presenza continua e non documentata nella regione. Nel 2024, è stata scoperta una mummia di un cucciolo di Homotherium latidens nei pressi del fiume Badyarikha, in Yakutia, Siberia nord-orientale. Datata al Pleistocene superiore (circa 35471-37019 anni fa), questa scoperta rappresenta la prima prova della presenza della specie in Asia durante il tardo Pleistocene. Infine, la specie Homotherium serum si estinse in Nord America circa 12000 anni fa, come parte dell'evento di estinzione di fine Pleistocene, che portò alla scomparsa della maggior parte dei grandi mammiferi delle Americhe.

### Homotherium latidens
Per quanto riguarda l'Eurasia, sono state descritte diverse specie di Homotherium (come H. nestianus, H. sainzelli, H. crenatidens, H. nihowanensis e H. ultimum), che differiscono principalmente per le dimensioni del corpo e la forma dei canini. Tuttavia, considerando la variabilità intraspecifica delle dimensioni corporee nei grandi felidi moderni, non è improbabile che tutte queste forme possano essere ricondotte a una singola specie, Homotherium latidens. Analogamente, altre due forme del Pleistocene inferiore africano, descritte come Homotherium aethiopicum e Homotherium hadarensis, mostrano solo lievi differenze rispetto alle forme eurasiatiche.
Il quadro complessivo della documentazione fossile indica che Homotherium latidens, la specie di «tigre dai denti a scimitarra» che popolò l'Europa, si estinse durante il Pleistocene medio, circa 500000-300000 anni fa. Nonostante vivesse in un'epoca relativamente recente e i suoi resti siano relativamente frequenti, gli scheletri completi sono estremamente rari. Tra i ritrovamenti più significativi vi sono diversi crani rinvenuti nel sito catalano di Incarcal (provincia di Gerona), oltre a fossili provenienti da Sénèze (Alvernia). Tra i fossili cronologicamente più recenti, databili con certezza, si annoverano quelli di Steinheim an der Murr e di Schöningen (Bassa Sassonia). Quest'ultimo sito, famoso per le celebri lance di Schöningen, le più antiche armi in legno conosciute, ha restituito nel 2012 quattro denti e alcune ossa delle zampe appartenenti a Homotherium, datati a circa 300000 anni fa.
Oltre ai fossili confermati del Pleistocene medio, esistono reperti più controversi che potrebbero indicare una sopravvivenza di Homotherium fino a epoche più recenti. Ad esempio, nella grotta di Kent, in Inghilterra, sono stati ritrovati alcuni denti in strati datati al Pleistocene superiore. Tuttavia, le analisi degli oligoelementi dei fossili, compresi quelli di iene trovati negli stessi strati, hanno rivelato valori discordanti, portando gli studiosi a ipotizzare che i resti siano stati trasportati lì dall'uomo. Un'altra scoperta significativa risale al 2003, quando è stato annunciato il ritrovamento di un frammento di mascella inferiore nei canali del porto di Rotterdam, nel Mare del Nord. Il fossile, recuperato durante una battuta di ricerca con la pesca a strascico nel 2000, è stato datato al radiocarbonio a circa 28000 anni fa. Se le circostanze del ritrovamento fossero autentiche, ciò suggerirebbe che la «tigre dai denti a scimitarra» sarebbe stata contemporanea dell'uomo di Cro-Magnon in Europa. Un ulteriore indizio della possibile sopravvivenza di Homotherium nel Pleistocene superiore eurasiatico è una statuetta rinvenuta nella grotta di Isturitz, nei Pirenei francesi, risalente a circa 16 cm di lunghezza. Il muso della statuetta sembrerebbe somigliare a quello di una «tigre dai denti a scimitarra». Tuttavia, uno studio del 2009 ha contraddetto questa interpretazione, rilevando una maggiore somiglianza con il leone delle caverne. La statuetta, fotografata dallo zoologo ceco Vratislav Mazák, presenta un profilo dorsale caratteristico dei leoni delle caverne, mentre le tigri dai denti a scimitarra avevano un profilo più inclinato. Inoltre, nell'arte del Paleolitico superiore, non esistono altre raffigurazioni che facciano riferimento diretto a questa specie, mentre i leoni delle caverne sono rappresentati in numerose pitture rupestri e statuette. Se Homotherium fosse stato presente nel Pleistocene superiore, sarebbe stato quindi estremamente raro.

### Homotherium serum
Una specie molto simile, Homotherium serum, visse in Nord America dal Pliocene superiore al Pleistocene superiore. I suoi resti sono stati rinvenuti in numerose località, dall'Alaska al Texas. Homotherium serum condivideva l'area meridionale del Nord America con Smilodon, mentre nella parte settentrionale era probabilmente l'unico felino dai denti a sciabola presente. In passato, la specie americana veniva spesso classificata come un genere distinto, Dinobastis. Si ritiene che Homotherium si sia evoluto da Machairodus durante il Pliocene. In Nord America, Homotherium sopravvisse fino a circa 12000 anni fa, il che rende plausibile che gli uomini della cultura Clovis abbiano incontrato questa specie.
Un sito particolarmente significativo per lo studio di Homotherium serum è la grotta di Friesenhahn, in Texas. Qui sono stati ritrovati resti di circa 30 individui di Homotherium, insieme a quelli di centinaia di giovani mammut e diversi esemplari del lupo pleistocenico Aenocyon dirus.

### Altre specie

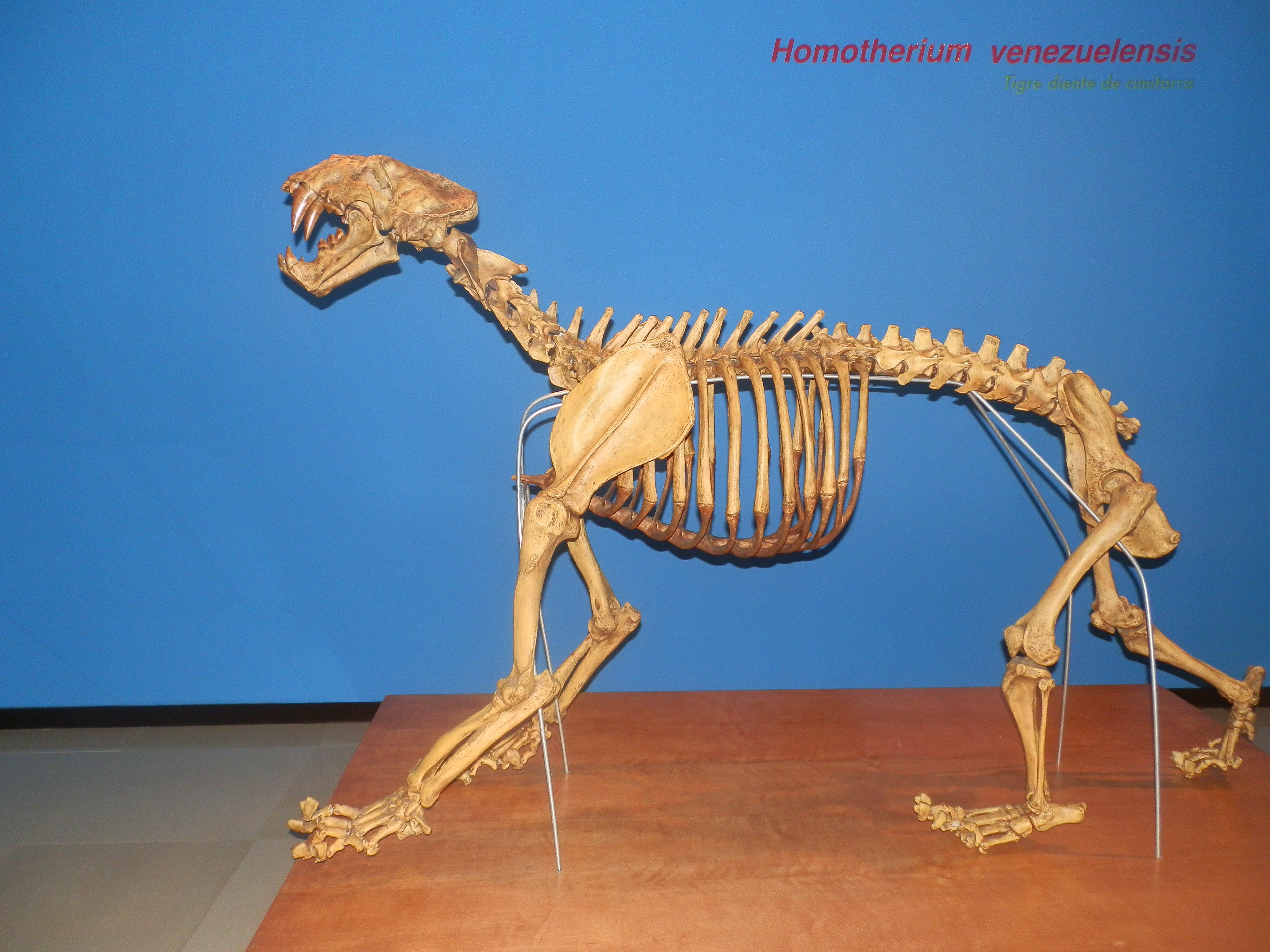
Scheletro di Homotherium venezuelensis.

Recentemente, resti di Homotherium sono stati rinvenuti per la prima volta anche in Sud America. A questa forma è stato assegnato il nome scientifico Homotherium venezuelensis. I fossili, risalenti al Pleistocene medio iniziale, sono stati scoperti nel sito di El Breal de Orocual, situato nello stato di Monagas, nel nord del Venezuela. Nel sito, i resti di Homotherium venezuelensis sono stati trovati insieme a quelli di altre specie, tra cui la tigre dai denti a sciabola Smilodon. L'ambiente in cui viveva questa specie di Homotherium era probabilmente simile a una savana, molto simile agli odierni llanos.

## Descrizione

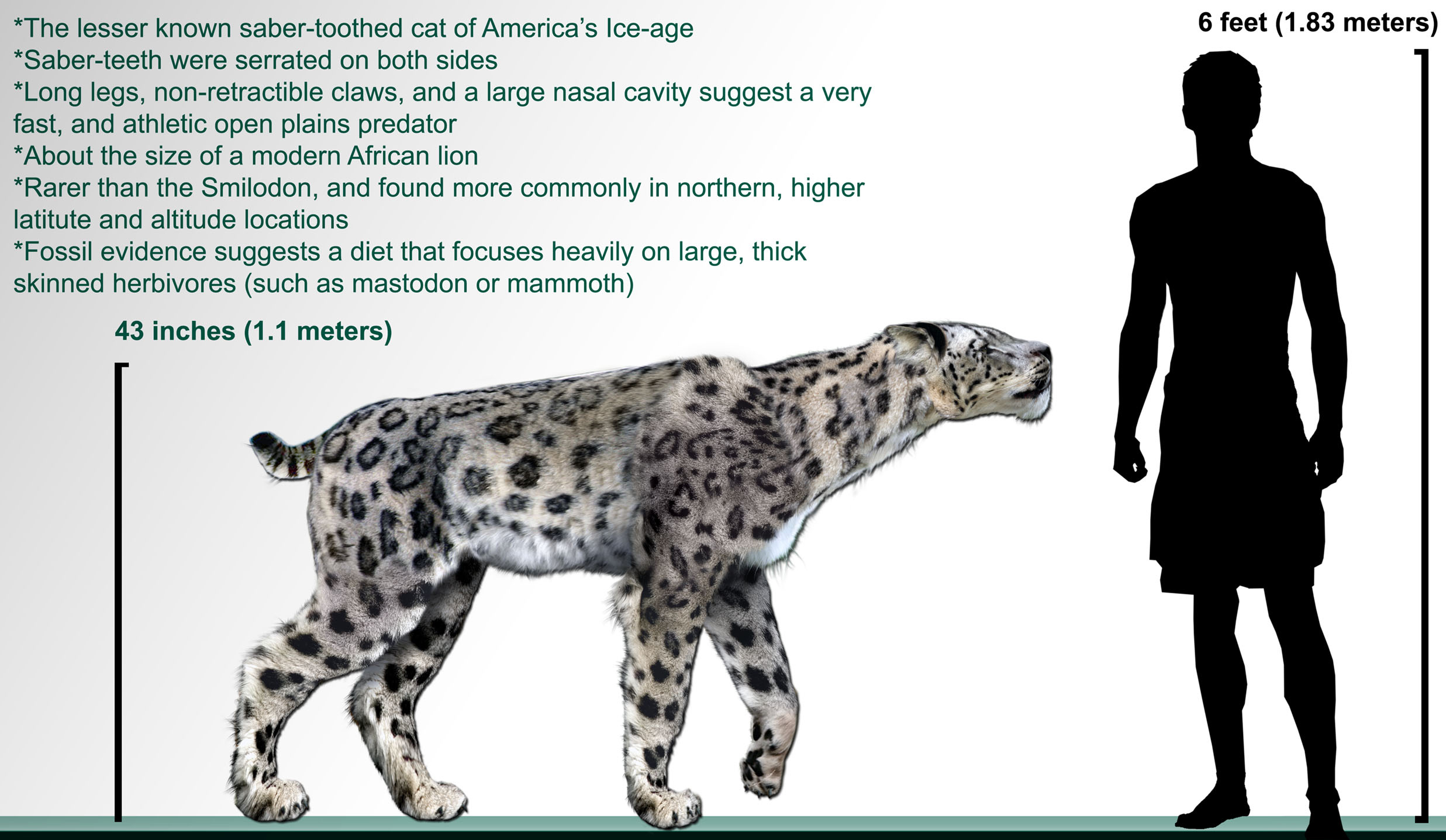
Dimensioni e ricostruzione di H. serum

Homotherium era un felino di grandi dimensioni, con una lunghezza totale stimata tra 1,5 e 2 metri, un'altezza alla spalla di circa 1,1 metri e un peso medio di 190 kg, comparabile a quello di un leone maschio. Alcuni esemplari più grandi, come quelli del Pleistocene superiore rinvenuti a Untermaßfeld, in Turingia, potrebbero aver raggiunto un peso compreso tra 200 e 400 kg. Rispetto al suo probabile antenato, Amphimachairodus, Homotherium mostra incisivi superiori più grandi, arcuati e dentellati. Il secondo premolare superiore (P2) è sempre assente, mentre i terzi premolari superiori e inferiori (P3 e p3) sono più piccoli, e il quarto premolare superiore (P4) presenta differenze morfologiche significative. I canini superiori di Homotherium erano più corti rispetto a quelli di Smilodon o Megantereon, pur essendo significativamente più lunghi rispetto ai felini moderni. Gli incisivi e i canini inferiori formavano un dispositivo potente per perforare e trattenere la preda, mentre i canini superiori, grossolanamente dentellati, erano ideali per infliggere danni da lacerazione. Le fauci erano strutturate per afferrare e trattenere saldamente la preda durante l'attacco.
I canini superiori di Homotherium, appiattiti e distintamente più corti rispetto a quelli di Smilodon, erano probabilmente coperti dalle labbra e dai tessuti gengivali, come accade nei felini moderni. Questa ipotesi è supportata dall'osservazione che lo spazio tra canini e mandibola alla chiusura completa della bocca era comparabile a quello dei felini attuali, a differenza di Smilodon, i cui canini erano troppo lunghi per essere completamente coperti.
Pur essendo un grande felino, Homotherium presentava caratteristiche fisiche che lo distinguevano da altri generi come Smilodon o Megantereon. Le sue zampe erano più lunghe e snelle, con arti anteriori meno poderosi e di forma intermedia tra quelli di un ghepardo e di un leone. Il collo, relativamente lungo e spesso, era altamente flessibile, mentre il dorso era corto e la coda molto breve. Gli artigli erano piccoli e semi-retrattili, lo sperone era grande, e le seconde falangi erano meno asimmetriche rispetto a quelle dei leoni, conferendo ai piedi una postura simile a quella di un cane. Inoltre, l'omero era caratterizzato da una fossa olecranica fortemente verticale. Homotherium probabilmente camminava con una postura intermedia tra quella dei grandi felini odierni e quella delle iene, con una configurazione simile a quella dei canidi. Gli artigli, non completamente retrattili, potrebbero aver conferito una migliore aderenza al terreno, utile durante lunghi inseguimenti, come accade nei ghepardi, cani e iene.
Un'importante scoperta riguardante i tessuti molli di Homotherium è stata fatta nel 2020 con il ritrovamento di un cucciolo mummificato di H. latidens in Yakutia, Russia, descritto nel 2024. Questo esemplare, di circa tre settimane, mostrava un mantello di colore nero o marrone scuro, con zampe e mento più chiari. La pelliccia sulla regione della bocca e sul retro del collo era più lunga e più chiara rispetto a quella degli arti anteriori. L'esemplare, composto dalla parte anteriore del corpo (cranio, arti anteriori e parte della gabbia toracica), mostrava zampe larghe e arrotondate prive di cuscinetti carpali, mentre i cuscinetti digitali erano di forma vagamente quadrata. Queste caratteristiche, sviluppatesi già in giovane età, indicano un adattamento per attraversare terreni innevati.

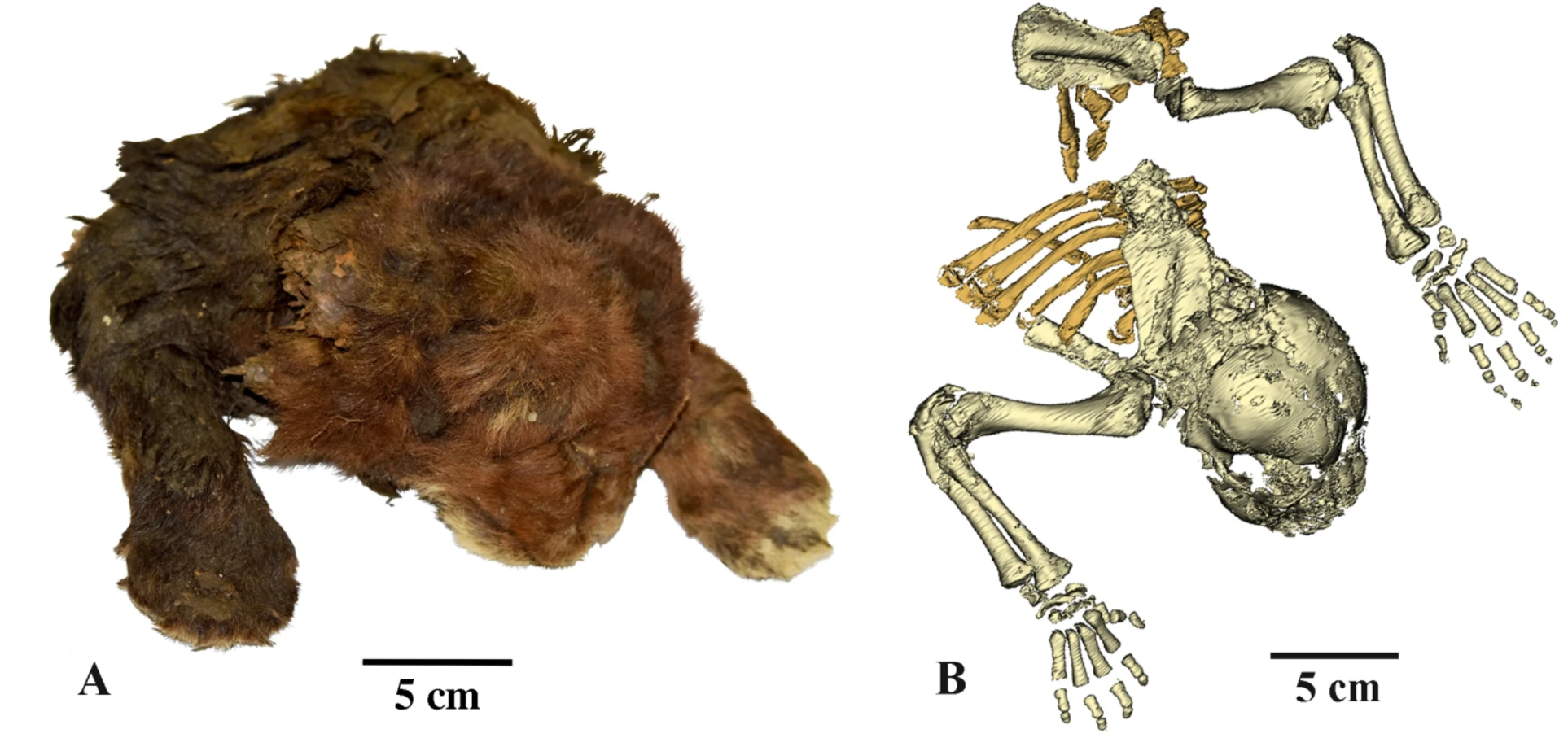
Mummia naturale di un cucciolo di H. latidens, con scansione tomografica dello scheletro
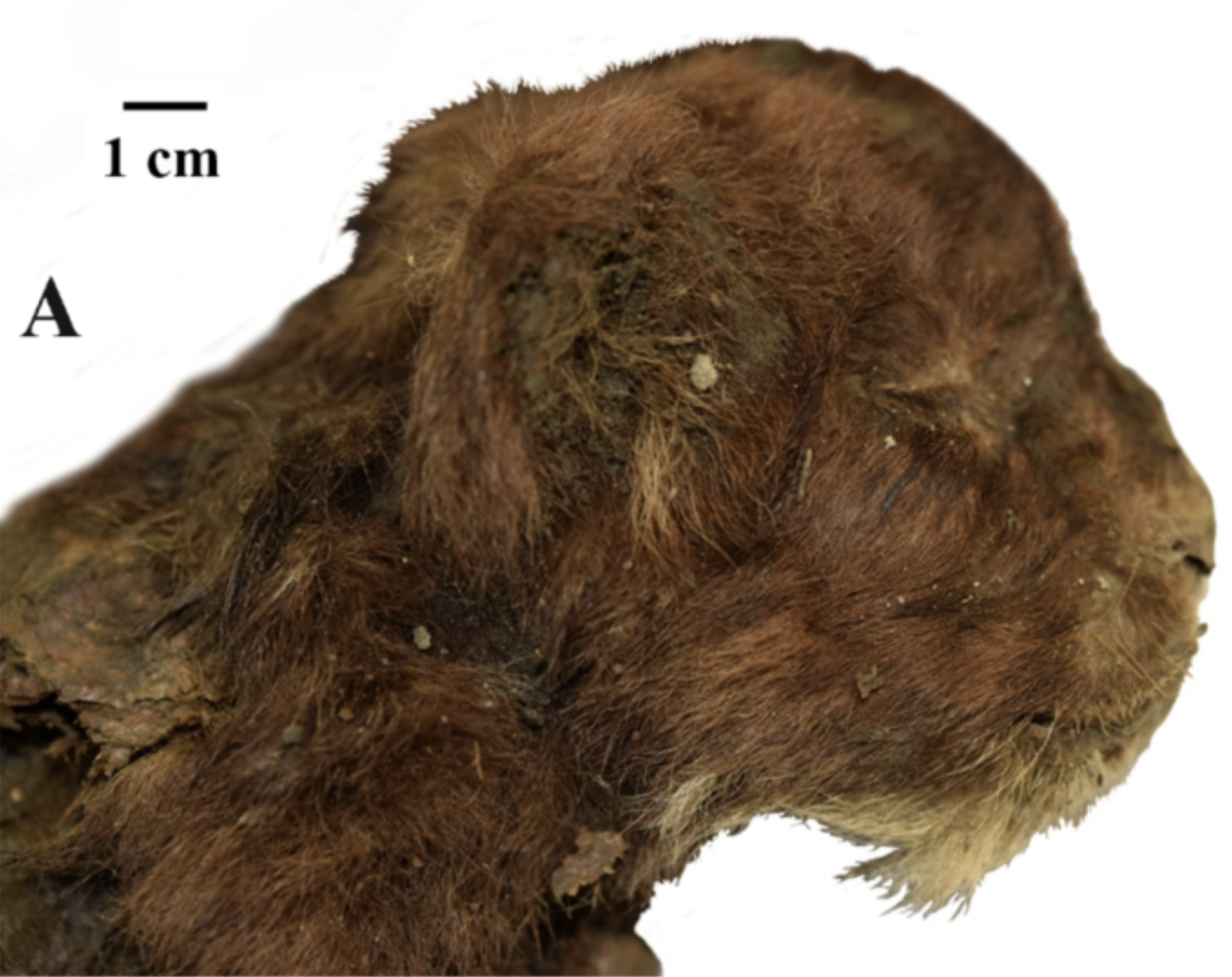
Primo piano della testa del cucciolo di H. latidens
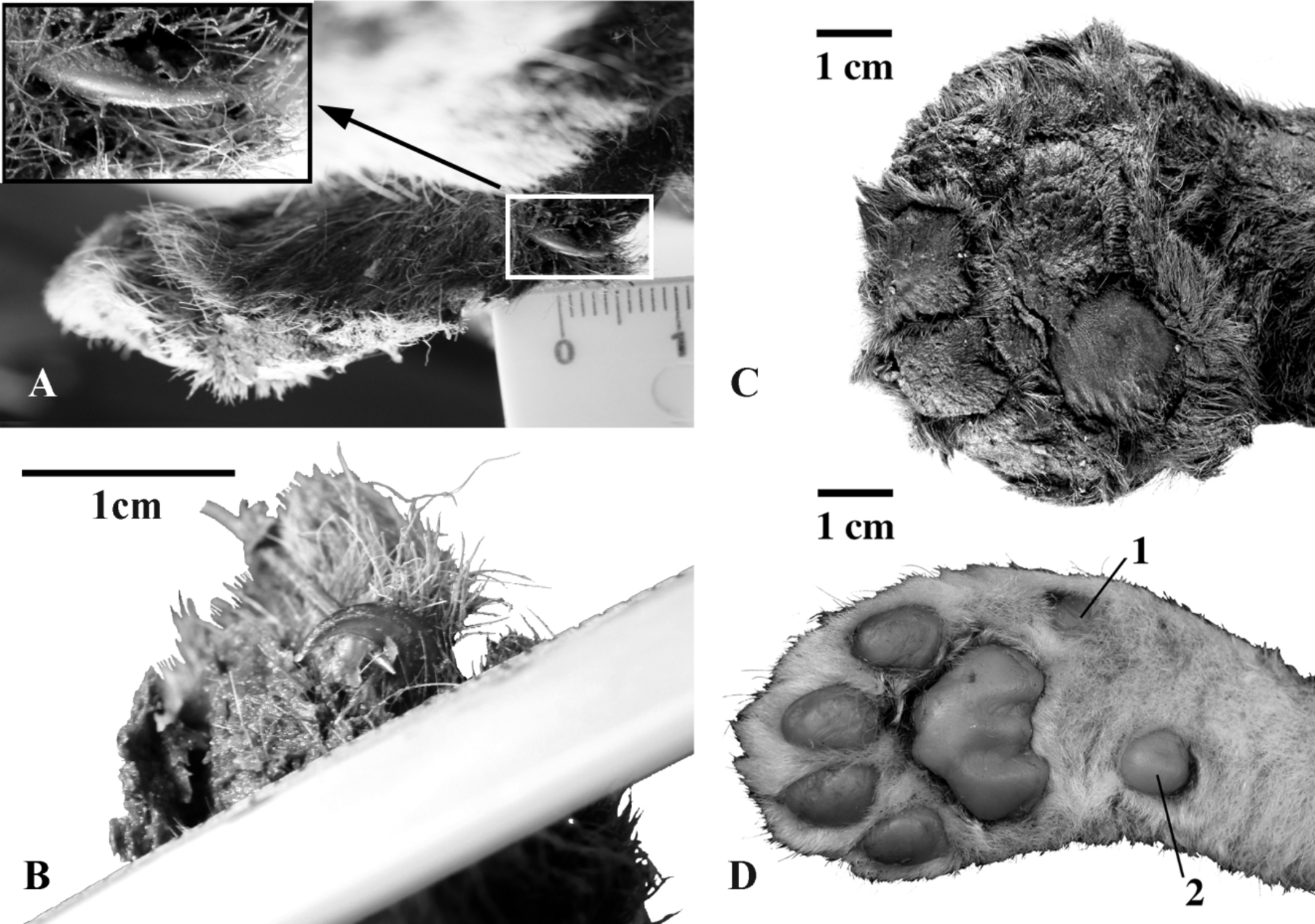
Dettaglio della zampa del cucciolo di H. latidens (C), a confronto con la zampa di un cucciolo di leone (D)
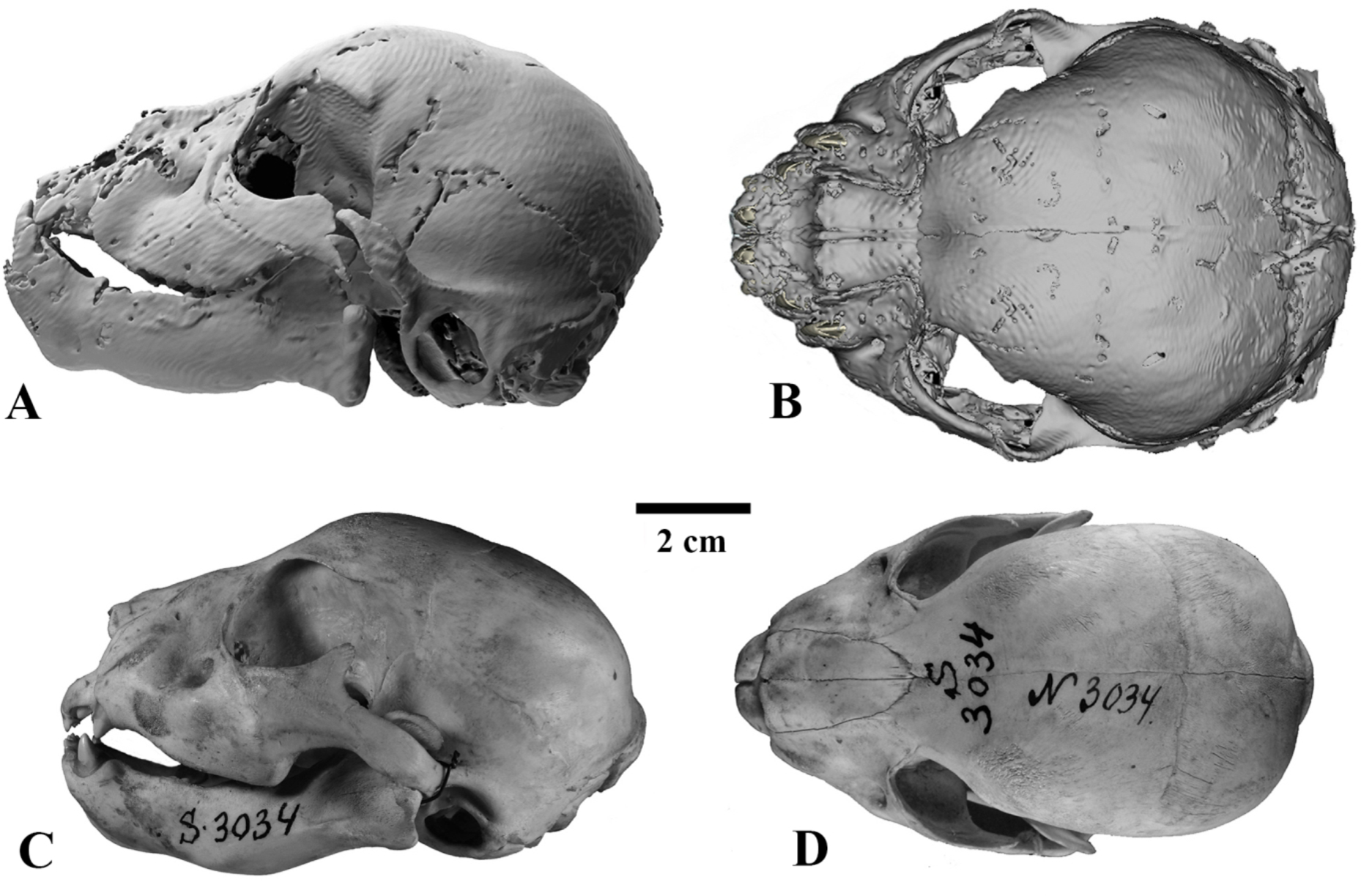
Confronto tra il cranio del cucciolo di H. latidens (A-B) e quello di un cucciolo di leone (C-D)

## Biologia

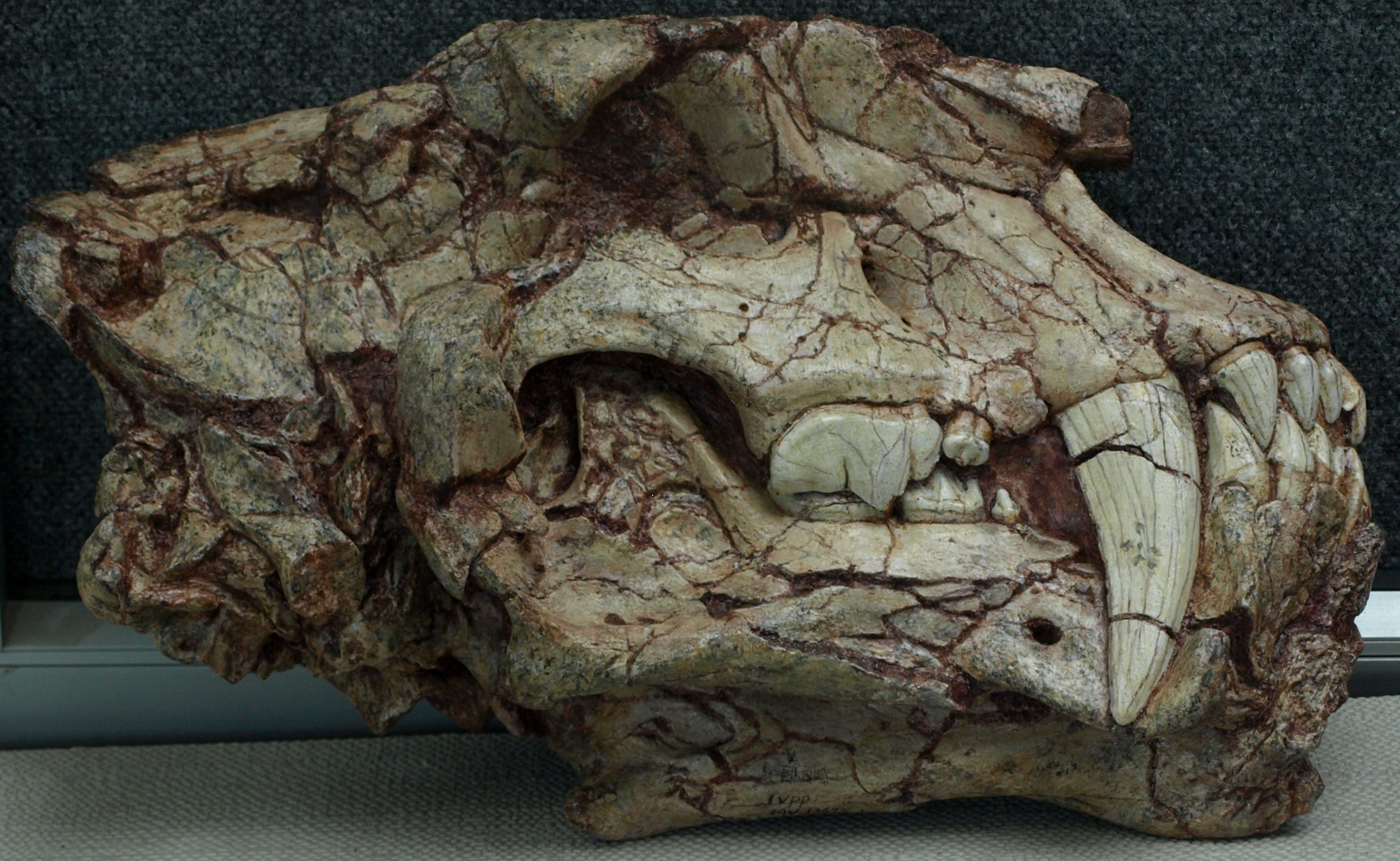
Cranio di Homotherium al museo paleozoologico di Pechino.

I reperti della grotta di Friesenhahn, in Texas, forniscono importanti informazioni sul comportamento di Homotherium, in particolare sulle sue abitudini alimentari. Oltre a quasi tre dozzine di scheletri di Homotherium, giovani e adulti, nella grotta sono stati trovati resti di un numero simile di giovani mammut della prateria (Mammuthus columbi). Sebbene una stima iniziale parlasse di 200-400 esemplari di mammut, un riesame dei materiali ha ridimensionato questo numero. La maggior parte dei giovani mammut aveva circa due anni, un'età in cui i cuccioli di elefante attuali iniziano a esplorare lontano dalle madri, diventando più vulnerabili. In alcune zone dell'Africa, i leoni cacciano giovani elefanti di questa età, e questo consente di ipotizzare analogie tra le strategie di caccia di Homotherium e alcune popolazioni di leoni. È probabile che le tigri dai denti a scimitarra infliggessero rapidamente ferite mortali ai giovani mammut grazie ai loro lunghi canini. Tuttavia, i reperti fossili non chiariscono se Homotherium cacciasse da solo o in gruppo. La frequente presenza di ossa degli arti, ricche di carne, suggerisce che le prede venissero smembrate sul luogo della cattura e che solo le parti più nutrienti fossero trasportate nella grotta. L'esiguità di resti di altre prede, oltre ai mammut e a pochi mastodonti americani (Mammut americanum), indica che Homotherium non fosse un semplice saprofago. La specializzazione nelle prede, per specie ed età, è infatti incompatibile con una dieta basata esclusivamente su carogne. Probabilmente, Homotherium si specializzava in prede delle dimensioni di un moderno bufalo cafro. Le ipotesi ricavate dai reperti di Friesenhahn sono state confermate da analisi isotopiche e studi sui segni di usura dentale. Le prime mostrano che Homotherium preferiva grandi erbivori delle zone aperte; i secondi rivelano una dieta composta principalmente di carne e pelle, con poca o nessuna propensione a rosicchiare ossa, a differenza dei leoni o delle iene. In questo senso, la dieta di Homotherium è simile a quella dei ghepardi moderni, ma differisce da quella del suo parente Smilodon, che tendeva a cacciare nelle foreste e masticava anche le ossa delle prede.
Un'analisi genetica dei fossili trovati nello Yukon, in Canada, ha fornito ulteriori dettagli. È emerso che Homotherium aveva un senso della vista altamente sviluppato, sostenuto da un'ampia e complessa area visiva nella corteccia cerebrale. Inoltre, sono stati identificati geni legati a un ritmo circadiano, indicando che fosse un cacciatore diurno, a differenza di molti grandi felidi attuali. Altri geni influenzano la respirazione, l'apporto di ossigeno al sangue e la muscolatura, suggerendo una locomozione rapida e resistente, adatta a habitat aperti come le steppe. Queste conclusioni sono supportate da caratteristiche anatomiche: arti slanciati, artigli non completamente retrattili e una linea dorsale inclinata all'indietro, tutte indicazioni di un corridore di lunga distanza. Infine, geni legati alla cognizione e al comportamento supportano l'ipotesi che Homotherium fosse un animale sociale con interazioni complesse, anche se dimostrarlo con certezza basandosi solo sull'analisi genetica è difficile.
Alcuni esemplari presentavano alterazioni ossee patologiche, come evidenziato da una scapola trovata a Schöningen, in Germania. Tali patologie, attribuibili a traumi o a forme di artrosi, colpivano soprattutto le articolazioni degli arti anteriori, in particolare il gomito. Malattie simili sono comuni nei gatti domestici e spesso correlate alla caccia all'agguato, che esercita una forte pressione sulle zampe anteriori. Altri traumi, come la rottura dei canini, potrebbero essere il risultato di scontri tra rivali o della resistenza delle prede.

## Tassonomia
|  | \| \| Xenosmilus \| \| \| \| \| \| Dinobastis \| \| \| \| |
|  |                                                           |
|  | Homotherium                                               |
|  |                                                           |
|  | Xenosmilus                                                |
|  |                                                           |
|  | Dinobastis                                                |
|  |                                                           |

|  | Xenosmilus |
|  |            |
|  | Dinobastis |
|  |            |

|  | \| \| Xenosmilus \| \| \| \| \| \| Dinobastis \| \| \| \| |
|  |                                                           |
|  | Homotherium                                               |
|  |                                                           |
|  | Xenosmilus                                                |
|  |                                                           |
|  | Dinobastis                                                |
|  |                                                           |

|  | Xenosmilus |
|  |            |
|  | Dinobastis |
|  |            |

|  | \| \| Xenosmilus \| \| \| \| \| \| Dinobastis \| \| \| \| |
|  |                                                           |
|  | Homotherium                                               |
|  |                                                           |
|  | Xenosmilus                                                |
|  |                                                           |
|  | Dinobastis                                                |
|  |                                                           |

|  | Xenosmilus |
|  |            |
|  | Dinobastis |
|  |            |

|  | \| \| Xenosmilus \| \| \| \| \| \| Dinobastis \| \| \| \| |
|  |                                                           |
|  | Homotherium                                               |
|  |                                                           |
|  | Xenosmilus                                                |
|  |                                                           |
|  | Dinobastis                                                |
|  |                                                           |

|  | Xenosmilus |
|  |            |
|  | Dinobastis |
|  |            |

|  | \| \| Xenosmilus \| \| \| \| \| \| Dinobastis \| \| \| \| |
|  |                                                           |
|  | Homotherium                                               |
|  |                                                           |
|  | Xenosmilus                                                |
|  |                                                           |
|  | Dinobastis                                                |
|  |                                                           |

|  | Xenosmilus |
|  |            |
|  | Dinobastis |
|  |            |

|  | \| \| Xenosmilus \| \| \| \| \| \| Dinobastis \| \| \| \| |
|  |                                                           |
|  | Homotherium                                               |
|  |                                                           |
|  | Xenosmilus                                                |
|  |                                                           |
|  | Dinobastis                                                |
|  |                                                           |

|  | Xenosmilus |
|  |            |
|  | Dinobastis |
|  |            |

|  | \| \| Xenosmilus \| \| \| \| \| \| Dinobastis \| \| \| \| |
|  |                                                           |
|  | Homotherium                                               |
|  |                                                           |
|  | Xenosmilus                                                |
|  |                                                           |
|  | Dinobastis                                                |
|  |                                                           |

|  | Xenosmilus |
|  |            |
|  | Dinobastis |
|  |            |

|  | \| \| Xenosmilus \| \| \| \| \| \| Dinobastis \| \| \| \| |
|  |                                                           |
|  | Homotherium                                               |
|  |                                                           |
|  | Xenosmilus                                                |
|  |                                                           |
|  | Dinobastis                                                |
|  |                                                           |

|  | Xenosmilus |
|  |            |
|  | Dinobastis |
|  |            |

|  | Promegantereon  |
|  |                 |
|  | Paramachaerodus |
|  |                 |

|  | \| \| Megantereon \| \| \| \| \| \| Smilodon \| \| \| \| |
|  |                                                          |
|  | Rhizosmilodon                                            |
|  |                                                          |
|  | Megantereon                                              |
|  |                                                          |
|  | Smilodon                                                 |
|  |                                                          |

|  | Megantereon |
|  |             |
|  | Smilodon    |
|  |             |

|  | Promegantereon  |
|  |                 |
|  | Paramachaerodus |
|  |                 |

|  | \| \| Megantereon \| \| \| \| \| \| Smilodon \| \| \| \| |
|  |                                                          |
|  | Rhizosmilodon                                            |
|  |                                                          |
|  | Megantereon                                              |
|  |                                                          |
|  | Smilodon                                                 |
|  |                                                          |

|  | Megantereon |
|  |             |
|  | Smilodon    |
|  |             |

|  | \| \| Metailurus \| \| \| \| \| \| Yoshi \| \| \| \| |
|  |                                                      |
|  | Dinofelis                                            |
|  |                                                      |
|  | Metailurus                                           |
|  |                                                      |
|  | Yoshi                                                |
|  |                                                      |

|  | Metailurus |
|  |            |
|  | Yoshi      |
|  |            |

|  | \| \| Metailurus \| \| \| \| \| \| Yoshi \| \| \| \| |
|  |                                                      |
|  | Dinofelis                                            |
|  |                                                      |
|  | Metailurus                                           |
|  |                                                      |
|  | Yoshi                                                |
|  |                                                      |

|  | Metailurus |
|  |            |
|  | Yoshi      |
|  |            |

|  | Promegantereon  |
|  |                 |
|  | Paramachaerodus |
|  |                 |

|  | \| \| Megantereon \| \| \| \| \| \| Smilodon \| \| \| \| |
|  |                                                          |
|  | Rhizosmilodon                                            |
|  |                                                          |
|  | Megantereon                                              |
|  |                                                          |
|  | Smilodon                                                 |
|  |                                                          |

|  | Megantereon |
|  |             |
|  | Smilodon    |
|  |             |

|  | Promegantereon  |
|  |                 |
|  | Paramachaerodus |
|  |                 |

|  | \| \| Megantereon \| \| \| \| \| \| Smilodon \| \| \| \| |
|  |                                                          |
|  | Rhizosmilodon                                            |
|  |                                                          |
|  | Megantereon                                              |
|  |                                                          |
|  | Smilodon                                                 |
|  |                                                          |

|  | Megantereon |
|  |             |
|  | Smilodon    |
|  |             |

|  | \| \| Metailurus \| \| \| \| \| \| Yoshi \| \| \| \| |
|  |                                                      |
|  | Dinofelis                                            |
|  |                                                      |
|  | Metailurus                                           |
|  |                                                      |
|  | Yoshi                                                |
|  |                                                      |

|  | Metailurus |
|  |            |
|  | Yoshi      |
|  |            |

|  | \| \| Metailurus \| \| \| \| \| \| Yoshi \| \| \| \| |
|  |                                                      |
|  | Dinofelis                                            |
|  |                                                      |
|  | Metailurus                                           |
|  |                                                      |
|  | Yoshi                                                |
|  |                                                      |

|  | Metailurus |
|  |            |
|  | Yoshi      |
|  |            |

|  | \| \| Xenosmilus \| \| \| \| \| \| Dinobastis \| \| \| \| |
|  |                                                           |
|  | Homotherium                                               |
|  |                                                           |
|  | Xenosmilus                                                |
|  |                                                           |
|  | Dinobastis                                                |
|  |                                                           |

|  | Xenosmilus |
|  |            |
|  | Dinobastis |
|  |            |

|  | \| \| Xenosmilus \| \| \| \| \| \| Dinobastis \| \| \| \| |
|  |                                                           |
|  | Homotherium                                               |
|  |                                                           |
|  | Xenosmilus                                                |
|  |                                                           |
|  | Dinobastis                                                |
|  |                                                           |

|  | Xenosmilus |
|  |            |
|  | Dinobastis |
|  |            |

|  | \| \| Xenosmilus \| \| \| \| \| \| Dinobastis \| \| \| \| |
|  |                                                           |
|  | Homotherium                                               |
|  |                                                           |
|  | Xenosmilus                                                |
|  |                                                           |
|  | Dinobastis                                                |
|  |                                                           |

|  | Xenosmilus |
|  |            |
|  | Dinobastis |
|  |            |

|  | \| \| Xenosmilus \| \| \| \| \| \| Dinobastis \| \| \| \| |
|  |                                                           |
|  | Homotherium                                               |
|  |                                                           |
|  | Xenosmilus                                                |
|  |                                                           |
|  | Dinobastis                                                |
|  |                                                           |

|  | Xenosmilus |
|  |            |
|  | Dinobastis |
|  |            |

|  | \| \| Xenosmilus \| \| \| \| \| \| Dinobastis \| \| \| \| |
|  |                                                           |
|  | Homotherium                                               |
|  |                                                           |
|  | Xenosmilus                                                |
|  |                                                           |
|  | Dinobastis                                                |
|  |                                                           |

|  | Xenosmilus |
|  |            |
|  | Dinobastis |
|  |            |

|  | \| \| Xenosmilus \| \| \| \| \| \| Dinobastis \| \| \| \| |
|  |                                                           |
|  | Homotherium                                               |
|  |                                                           |
|  | Xenosmilus                                                |
|  |                                                           |
|  | Dinobastis                                                |
|  |                                                           |

|  | Xenosmilus |
|  |            |
|  | Dinobastis |
|  |            |

|  | \| \| Xenosmilus \| \| \| \| \| \| Dinobastis \| \| \| \| |
|  |                                                           |
|  | Homotherium                                               |
|  |                                                           |
|  | Xenosmilus                                                |
|  |                                                           |
|  | Dinobastis                                                |
|  |                                                           |

|  | Xenosmilus |
|  |            |
|  | Dinobastis |
|  |            |

|  | \| \| Xenosmilus \| \| \| \| \| \| Dinobastis \| \| \| \| |
|  |                                                           |
|  | Homotherium                                               |
|  |                                                           |
|  | Xenosmilus                                                |
|  |                                                           |
|  | Dinobastis                                                |
|  |                                                           |

|  | Xenosmilus |
|  |            |
|  | Dinobastis |
|  |            |

|  | Promegantereon  |
|  |                 |
|  | Paramachaerodus |
|  |                 |

|  | \| \| Megantereon \| \| \| \| \| \| Smilodon \| \| \| \| |
|  |                                                          |
|  | Rhizosmilodon                                            |
|  |                                                          |
|  | Megantereon                                              |
|  |                                                          |
|  | Smilodon                                                 |
|  |                                                          |

|  | Megantereon |
|  |             |
|  | Smilodon    |
|  |             |

|  | Promegantereon  |
|  |                 |
|  | Paramachaerodus |
|  |                 |

|  | \| \| Megantereon \| \| \| \| \| \| Smilodon \| \| \| \| |
|  |                                                          |
|  | Rhizosmilodon                                            |
|  |                                                          |
|  | Megantereon                                              |
|  |                                                          |
|  | Smilodon                                                 |
|  |                                                          |

|  | Megantereon |
|  |             |
|  | Smilodon    |
|  |             |

|  | \| \| Metailurus \| \| \| \| \| \| Yoshi \| \| \| \| |
|  |                                                      |
|  | Dinofelis                                            |
|  |                                                      |
|  | Metailurus                                           |
|  |                                                      |
|  | Yoshi                                                |
|  |                                                      |

|  | Metailurus |
|  |            |
|  | Yoshi      |
|  |            |

|  | \| \| Metailurus \| \| \| \| \| \| Yoshi \| \| \| \| |
|  |                                                      |
|  | Dinofelis                                            |
|  |                                                      |
|  | Metailurus                                           |
|  |                                                      |
|  | Yoshi                                                |
|  |                                                      |

|  | Metailurus |
|  |            |
|  | Yoshi      |
|  |            |

|  | Promegantereon  |
|  |                 |
|  | Paramachaerodus |
|  |                 |

|  | \| \| Megantereon \| \| \| \| \| \| Smilodon \| \| \| \| |
|  |                                                          |
|  | Rhizosmilodon                                            |
|  |                                                          |
|  | Megantereon                                              |
|  |                                                          |
|  | Smilodon                                                 |
|  |                                                          |

|  | Megantereon |
|  |             |
|  | Smilodon    |
|  |             |

|  | Promegantereon  |
|  |                 |
|  | Paramachaerodus |
|  |                 |

|  | \| \| Megantereon \| \| \| \| \| \| Smilodon \| \| \| \| |
|  |                                                          |
|  | Rhizosmilodon                                            |
|  |                                                          |
|  | Megantereon                                              |
|  |                                                          |
|  | Smilodon                                                 |
|  |                                                          |

|  | Megantereon |
|  |             |
|  | Smilodon    |
|  |             |

|  | \| \| Metailurus \| \| \| \| \| \| Yoshi \| \| \| \| |
|  |                                                      |
|  | Dinofelis                                            |
|  |                                                      |
|  | Metailurus                                           |
|  |                                                      |
|  | Yoshi                                                |
|  |                                                      |

|  | Metailurus |
|  |            |
|  | Yoshi      |
|  |            |

|  | \| \| Metailurus \| \| \| \| \| \| Yoshi \| \| \| \| |
|  |                                                      |
|  | Dinofelis                                            |
|  |                                                      |
|  | Metailurus                                           |
|  |                                                      |
|  | Yoshi                                                |
|  |                                                      |

|  | Metailurus |
|  |            |
|  | Yoshi      |
|  |            |

|  | \| \| Xenosmilus \| \| \| \| \| \| Dinobastis \| \| \| \| |
|  |                                                           |
|  | Homotherium                                               |
|  |                                                           |
|  | Xenosmilus                                                |
|  |                                                           |
|  | Dinobastis                                                |
|  |                                                           |

|  | Xenosmilus |
|  |            |
|  | Dinobastis |
|  |            |

|  | \| \| Xenosmilus \| \| \| \| \| \| Dinobastis \| \| \| \| |
|  |                                                           |
|  | Homotherium                                               |
|  |                                                           |
|  | Xenosmilus                                                |
|  |                                                           |
|  | Dinobastis                                                |
|  |                                                           |

|  | Xenosmilus |
|  |            |
|  | Dinobastis |
|  |            |

|  | \| \| Xenosmilus \| \| \| \| \| \| Dinobastis \| \| \| \| |
|  |                                                           |
|  | Homotherium                                               |
|  |                                                           |
|  | Xenosmilus                                                |
|  |                                                           |
|  | Dinobastis                                                |
|  |                                                           |

|  | Xenosmilus |
|  |            |
|  | Dinobastis |
|  |            |

|  | \| \| Xenosmilus \| \| \| \| \| \| Dinobastis \| \| \| \| |
|  |                                                           |
|  | Homotherium                                               |
|  |                                                           |
|  | Xenosmilus                                                |
|  |                                                           |
|  | Dinobastis                                                |
|  |                                                           |

|  | Xenosmilus |
|  |            |
|  | Dinobastis |
|  |            |

|  | \| \| Xenosmilus \| \| \| \| \| \| Dinobastis \| \| \| \| |
|  |                                                           |
|  | Homotherium                                               |
|  |                                                           |
|  | Xenosmilus                                                |
|  |                                                           |
|  | Dinobastis                                                |
|  |                                                           |

|  | Xenosmilus |
|  |            |
|  | Dinobastis |
|  |            |

|  | \| \| Xenosmilus \| \| \| \| \| \| Dinobastis \| \| \| \| |
|  |                                                           |
|  | Homotherium                                               |
|  |                                                           |
|  | Xenosmilus                                                |
|  |                                                           |
|  | Dinobastis                                                |
|  |                                                           |

|  | Xenosmilus |
|  |            |
|  | Dinobastis |
|  |            |

|  | \| \| Xenosmilus \| \| \| \| \| \| Dinobastis \| \| \| \| |
|  |                                                           |
|  | Homotherium                                               |
|  |                                                           |
|  | Xenosmilus                                                |
|  |                                                           |
|  | Dinobastis                                                |
|  |                                                           |

|  | Xenosmilus |
|  |            |
|  | Dinobastis |
|  |            |

|  | \| \| Xenosmilus \| \| \| \| \| \| Dinobastis \| \| \| \| |
|  |                                                           |
|  | Homotherium                                               |
|  |                                                           |
|  | Xenosmilus                                                |
|  |                                                           |
|  | Dinobastis                                                |
|  |                                                           |

|  | Xenosmilus |
|  |            |
|  | Dinobastis |
|  |            |

|  | Promegantereon  |
|  |                 |
|  | Paramachaerodus |
|  |                 |

|  | \| \| Megantereon \| \| \| \| \| \| Smilodon \| \| \| \| |
|  |                                                          |
|  | Rhizosmilodon                                            |
|  |                                                          |
|  | Megantereon                                              |
|  |                                                          |
|  | Smilodon                                                 |
|  |                                                          |

|  | Megantereon |
|  |             |
|  | Smilodon    |
|  |             |

|  | Promegantereon  |
|  |                 |
|  | Paramachaerodus |
|  |                 |

|  | \| \| Megantereon \| \| \| \| \| \| Smilodon \| \| \| \| |
|  |                                                          |
|  | Rhizosmilodon                                            |
|  |                                                          |
|  | Megantereon                                              |
|  |                                                          |
|  | Smilodon                                                 |
|  |                                                          |

|  | Megantereon |
|  |             |
|  | Smilodon    |
|  |             |

|  | \| \| Metailurus \| \| \| \| \| \| Yoshi \| \| \| \| |
|  |                                                      |
|  | Dinofelis                                            |
|  |                                                      |
|  | Metailurus                                           |
|  |                                                      |
|  | Yoshi                                                |
|  |                                                      |

|  | Metailurus |
|  |            |
|  | Yoshi      |
|  |            |

|  | \| \| Metailurus \| \| \| \| \| \| Yoshi \| \| \| \| |
|  |                                                      |
|  | Dinofelis                                            |
|  |                                                      |
|  | Metailurus                                           |
|  |                                                      |
|  | Yoshi                                                |
|  |                                                      |

|  | Metailurus |
|  |            |
|  | Yoshi      |
|  |            |

|  | Promegantereon  |
|  |                 |
|  | Paramachaerodus |
|  |                 |

|  | \| \| Megantereon \| \| \| \| \| \| Smilodon \| \| \| \| |
|  |                                                          |
|  | Rhizosmilodon                                            |
|  |                                                          |
|  | Megantereon                                              |
|  |                                                          |
|  | Smilodon                                                 |
|  |                                                          |

|  | Megantereon |
|  |             |
|  | Smilodon    |
|  |             |

|  | Promegantereon  |
|  |                 |
|  | Paramachaerodus |
|  |                 |

|  | \| \| Megantereon \| \| \| \| \| \| Smilodon \| \| \| \| |
|  |                                                          |
|  | Rhizosmilodon                                            |
|  |                                                          |
|  | Megantereon                                              |
|  |                                                          |
|  | Smilodon                                                 |
|  |                                                          |

|  | Megantereon |
|  |             |
|  | Smilodon    |
|  |             |

|  | \| \| Metailurus \| \| \| \| \| \| Yoshi \| \| \| \| |
|  |                                                      |
|  | Dinofelis                                            |
|  |                                                      |
|  | Metailurus                                           |
|  |                                                      |
|  | Yoshi                                                |
|  |                                                      |

|  | Metailurus |
|  |            |
|  | Yoshi      |
|  |            |

|  | \| \| Metailurus \| \| \| \| \| \| Yoshi \| \| \| \| |
|  |                                                      |
|  | Dinofelis                                            |
|  |                                                      |
|  | Metailurus                                           |
|  |                                                      |
|  | Yoshi                                                |
|  |                                                      |

|  | Metailurus |
|  |            |
|  | Yoshi      |
|  |            |

|  | \| \| Xenosmilus \| \| \| \| \| \| Dinobastis \| \| \| \| |
|  |                                                           |
|  | Homotherium                                               |
|  |                                                           |
|  | Xenosmilus                                                |
|  |                                                           |
|  | Dinobastis                                                |
|  |                                                           |

|  | Xenosmilus |
|  |            |
|  | Dinobastis |
|  |            |

|  | \| \| Xenosmilus \| \| \| \| \| \| Dinobastis \| \| \| \| |
|  |                                                           |
|  | Homotherium                                               |
|  |                                                           |
|  | Xenosmilus                                                |
|  |                                                           |
|  | Dinobastis                                                |
|  |                                                           |

|  | Xenosmilus |
|  |            |
|  | Dinobastis |
|  |            |

|  | \| \| Xenosmilus \| \| \| \| \| \| Dinobastis \| \| \| \| |
|  |                                                           |
|  | Homotherium                                               |
|  |                                                           |
|  | Xenosmilus                                                |
|  |                                                           |
|  | Dinobastis                                                |
|  |                                                           |

|  | Xenosmilus |
|  |            |
|  | Dinobastis |
|  |            |

|  | \| \| Xenosmilus \| \| \| \| \| \| Dinobastis \| \| \| \| |
|  |                                                           |
|  | Homotherium                                               |
|  |                                                           |
|  | Xenosmilus                                                |
|  |                                                           |
|  | Dinobastis                                                |
|  |                                                           |

|  | Xenosmilus |
|  |            |
|  | Dinobastis |
|  |            |

|  | \| \| Xenosmilus \| \| \| \| \| \| Dinobastis \| \| \| \| |
|  |                                                           |
|  | Homotherium                                               |
|  |                                                           |
|  | Xenosmilus                                                |
|  |                                                           |
|  | Dinobastis                                                |
|  |                                                           |

|  | Xenosmilus |
|  |            |
|  | Dinobastis |
|  |            |

|  | \| \| Xenosmilus \| \| \| \| \| \| Dinobastis \| \| \| \| |
|  |                                                           |
|  | Homotherium                                               |
|  |                                                           |
|  | Xenosmilus                                                |
|  |                                                           |
|  | Dinobastis                                                |
|  |                                                           |

|  | Xenosmilus |
|  |            |
|  | Dinobastis |
|  |            |

|  | \| \| Xenosmilus \| \| \| \| \| \| Dinobastis \| \| \| \| |
|  |                                                           |
|  | Homotherium                                               |
|  |                                                           |
|  | Xenosmilus                                                |
|  |                                                           |
|  | Dinobastis                                                |
|  |                                                           |

|  | Xenosmilus |
|  |            |
|  | Dinobastis |
|  |            |

|  | \| \| Xenosmilus \| \| \| \| \| \| Dinobastis \| \| \| \| |
|  |                                                           |
|  | Homotherium                                               |
|  |                                                           |
|  | Xenosmilus                                                |
|  |                                                           |
|  | Dinobastis                                                |
|  |                                                           |

|  | Xenosmilus |
|  |            |
|  | Dinobastis |
|  |            |

|  | Promegantereon  |
|  |                 |
|  | Paramachaerodus |
|  |                 |

|  | \| \| Megantereon \| \| \| \| \| \| Smilodon \| \| \| \| |
|  |                                                          |
|  | Rhizosmilodon                                            |
|  |                                                          |
|  | Megantereon                                              |
|  |                                                          |
|  | Smilodon                                                 |
|  |                                                          |

|  | Megantereon |
|  |             |
|  | Smilodon    |
|  |             |

|  | Promegantereon  |
|  |                 |
|  | Paramachaerodus |
|  |                 |

|  | \| \| Megantereon \| \| \| \| \| \| Smilodon \| \| \| \| |
|  |                                                          |
|  | Rhizosmilodon                                            |
|  |                                                          |
|  | Megantereon                                              |
|  |                                                          |
|  | Smilodon                                                 |
|  |                                                          |

|  | Megantereon |
|  |             |
|  | Smilodon    |
|  |             |

|  | \| \| Metailurus \| \| \| \| \| \| Yoshi \| \| \| \| |
|  |                                                      |
|  | Dinofelis                                            |
|  |                                                      |
|  | Metailurus                                           |
|  |                                                      |
|  | Yoshi                                                |
|  |                                                      |

|  | Metailurus |
|  |            |
|  | Yoshi      |
|  |            |

|  | \| \| Metailurus \| \| \| \| \| \| Yoshi \| \| \| \| |
|  |                                                      |
|  | Dinofelis                                            |
|  |                                                      |
|  | Metailurus                                           |
|  |                                                      |
|  | Yoshi                                                |
|  |                                                      |

|  | Metailurus |
|  |            |
|  | Yoshi      |
|  |            |

|  | Promegantereon  |
|  |                 |
|  | Paramachaerodus |
|  |                 |

|  | \| \| Megantereon \| \| \| \| \| \| Smilodon \| \| \| \| |
|  |                                                          |
|  | Rhizosmilodon                                            |
|  |                                                          |
|  | Megantereon                                              |
|  |                                                          |
|  | Smilodon                                                 |
|  |                                                          |

|  | Megantereon |
|  |             |
|  | Smilodon    |
|  |             |

|  | Promegantereon  |
|  |                 |
|  | Paramachaerodus |
|  |                 |

|  | \| \| Megantereon \| \| \| \| \| \| Smilodon \| \| \| \| |
|  |                                                          |
|  | Rhizosmilodon                                            |
|  |                                                          |
|  | Megantereon                                              |
|  |                                                          |
|  | Smilodon                                                 |
|  |                                                          |

|  | Megantereon |
|  |             |
|  | Smilodon    |
|  |             |

|  | \| \| Metailurus \| \| \| \| \| \| Yoshi \| \| \| \| |
|  |                                                      |
|  | Dinofelis                                            |
|  |                                                      |
|  | Metailurus                                           |
|  |                                                      |
|  | Yoshi                                                |
|  |                                                      |

|  | Metailurus |
|  |            |
|  | Yoshi      |
|  |            |

|  | \| \| Metailurus \| \| \| \| \| \| Yoshi \| \| \| \| |
|  |                                                      |
|  | Dinofelis                                            |
|  |                                                      |
|  | Metailurus                                           |
|  |                                                      |
|  | Yoshi                                                |
|  |                                                      |

|  | Metailurus |
|  |            |
|  | Yoshi      |
|  |            |

Homotherium è un genere della sottofamiglia delle tigri dai denti a sciabola (Machairodontinae) appartenente alla famiglia dei Felidi (Felidae). Questo gruppo estinto, caratterizzato da canini superiori allungati e appiattiti lateralmente e da specifiche modifiche della morfologia cranica, appare per la prima volta nel registro fossile durante il Miocene medio, circa 15 milioni di anni fa. Il loro areale si estendeva attraverso Eurasia, Africa, Nord America e, in misura minore, Sud America. Le analisi di genetica molecolare suggeriscono che le tigri dai denti a sciabola si siano separate dalla linea evolutiva dei felidi moderni circa 20 milioni di anni fa, nel Miocene inferiore, prima che i felidi attuali si diversificassero. La linea evolutiva delle tigri dai denti a sciabola è generalmente suddivisa in due o tre tribù principali:
- Homotheriini, con Homotherium come specie tipo, caratterizzati da denti a forma di scimitarra;
- Smilodontini, rappresentati da Smilodon, con denti simili a pugnali;
- Metailurini, rappresentati da Metailurus, con canini più corti, simili a quelli dei grandi felidi moderni. Quest'ultimo gruppo viene talvolta escluso dalla linea evolutiva delle tigri dai denti a sciabola per la sua vicinanza ai Pantherinae.

Secondo dati genetici, gli Homotheriini e gli Smilodontini si separarono circa 18 milioni di anni fa, confermando la suddivisione delle tigri dai denti a sciabola in tribù distinte.
Homotherium si distingue dagli altri Homotheriini per diverse caratteristiche: incisivi superiori e inferiori più grandi e arcuati, ridotto diastema tra l'incisivo superiore arretrato e il canino, canini superiori appiattiti più prominenti, perdita del secondo premolare anteriore su entrambe le mascelle, e altre specificità craniche. Il genere apparve nel Pliocene inferiore, circa 5-4 milioni di anni fa, con fossili rinvenuti a Odessa, in Ucraina, e a Koobi Fora, in Kenya. Homotherium occupava il più vasto areale noto tra le tigri dai denti a sciabola, estendendosi dall'Eurasia e dall'Africa fino al Nord America e, marginalmente, al Sud America. Gli studiosi distinguono diverse specie di Homotherium. Le forme più arcaiche, come Homotherium davitasvilii, presentavano un terzo premolare di dimensioni maggiori rispetto alle forme successive, giustificando la loro classificazione come cronospecie. Tuttavia, analisi morfologiche e genetiche indicano che le forme tarde, come Homotherium latidens (Eurasia) e Homotherium serum (Nord America), fossero strettamente interconnesse. Alcuni ricercatori propongono di unificarle sotto il nome di Homotherium latidens, sottolineando l'elevata variabilità genetica, superiore a quella dei grandi felidi moderni. È possibile che l'ampio areale, che spaziava dalle regioni tropicali a quelle subartiche, consentisse spostamenti su lunghe distanze e flussi genici tra le popolazioni.
Il genere Homotherium fu descritto scientificamente per la prima volta nel 1890 da Emilio Fabrini, che lo separò dal genere Machairodus basandosi su fossili del Pliocene superiore e del Pleistocene inferiore ritrovati nella regione dell'Arno, in Toscana. Tuttavia, i primi resti conosciuti, costituiti da denti fossili rinvenuti nella grotta di Kent, in Inghilterra, furono descritti già nel 1846 da Richard Owen come appartenenti a Machairodus latidens. Il termine Homotherium fu raramente utilizzato fino alla scoperta di nuovi resti negli anni '40 e '50, in siti come la valle dell'Omo, in Etiopia, e Saint-Vallier, in Francia.

## Interazioni con gli esseri umani

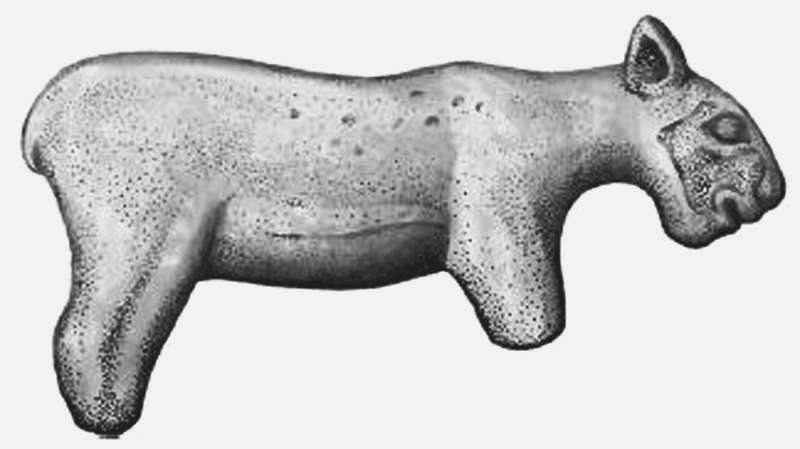
La controversa statuetta di Isturitz, che secondo alcuni raffigurerebbe un Homotherium

Homotherium ha una lunga storia di coesistenza con gli umani arcaici in tutta l'Afro-Eurasia, che spazia dagli Australopithecus del Pliocene africano a Homo erectus nel Pleistocene inferiore-medio della Cina (come evidenziato nei reperti della grotta di Zhoukoudian) e a Homo heidelbergensis nel Pleistocene medio dell'Europa. L'apparente estinzione di Homotherium latidens in Europa durante il Pleistocene medio potrebbe essere stata causata dalla competizione con Homo heidelbergensis e con il leone europeo Panthera fossilis. Un'analisi isotopica sui canini di H . latidens ritrovati nella grotta di Kent, in Inghilterra, ha mostrato valori isotopici distinti rispetto agli altri resti animali della stessa grotta. Ciò suggerisce che questi denti furono deliberatamente trasportati lì dagli esseri umani durante il Paleolitico, forse come una sorta di merce di scambio, da un luogo più lontano. I denti sembrano aver subito significative alterazioni prima di essere portati nella grotta di Kent, ma non se siano stati prelevati da carcasse relativamente recenti o da resti subfossili di individui morti da tempo. Nel tardo Pleistocene in Nord America, Homotherium serum coesisteva con i Paleoindiani, i primi abitanti umani delle Americhe. La caccia umana ai grandi erbivori, fondamentali per la dieta di H. serum, potrebbe aver avuto un ruolo significativo nella sua estinzione. Questo fattore, combinato con altri cambiamenti ecologici, avrebbe contribuito alla scomparsa di H. serum e di altri grandi carnivori nordamericani alla fine del Pleistocene.